# Шнидкино
Шнидкино (Шниткино) — озеро на западе Тверской области России, в бассейне Западной Двины. Расположено на территории Западнодвинского района.
Находится в 6 километрах к юго-западу от Старой Торопы. Высота над уровнем моря — 167,1 метра. Шнидкино вытянуто с севера на юг вдоль русла Торопы. Длина озера около 3,8 километра, ширина до 0,83 километра. Площадь водной поверхности — 1,2 км². Протяжённость береговой линии — более 6 км.
С севера на юг через озеро протекает река Торопа. На берегу Шнидкина находятся деревня Охотхозяйство и хутор Дербишь.